# Castejón (Navarra)
Castejón település Spanyolországban, Navarra autonóm közösségben. Castejón Alfaro, Valtierra, Tudela és Corella községekkel határos. Lakosainak száma 4473 fő (2024).

## Népesség
A település népessége az elmúlt években az alábbi módon változott:
| Lakosok száma | 3247 | 3529 | 3964 | 4235 | 4207 | 4120 | 4116 | 4163 | 4311 | 4473 |
|               | 2001 | 2004 | 2007 | 2009 | 2012 | 2014 | 2017 | 2019 | 2022 | 2024 |